# Fritz-Joachim von Rintelen

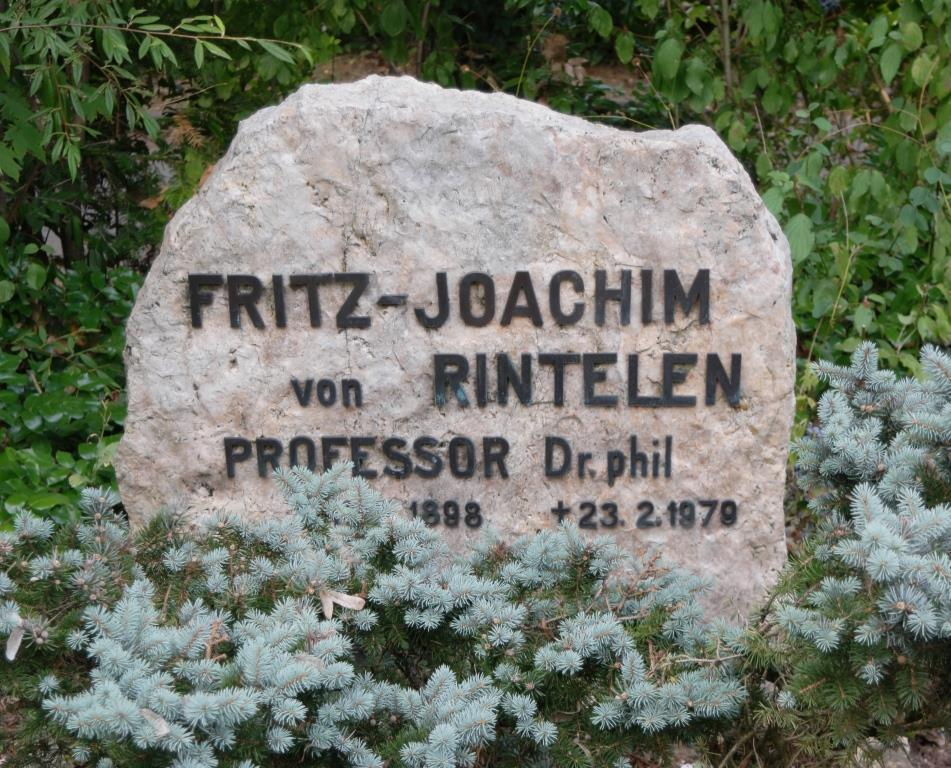
Túmulo de Fritz-Joachim von Rintelen no Cemitério Principal de Mainz

Fritz-Joachim Paul von Rintelen (16 de maio de 1898 em Stettin - 23 de fevereiro de 1979 em Mainz) foi um filósofo alemão e professor universitário.

## Vida
Fritz-Joachim von Rintelen veio de uma antiga família do conselho de Herford. Ele nasceu como o quinto filho do tenente-general real prussiano Wilhelm Rintelen (1855–1938) e sua esposa Hedwig, nascida Russell (1865–1953), nascido em Stettin. Seu pai, filho do advogado e político do Partido do Centro, Viktor Rintelen (1826–1908), foi elevado à nobreza hereditária prussiana em 1913, junto com todos os seus descendentes. A mãe de Rintelen era filha do banqueiro e prefeito de Papenburg, Emil Russell (1835–1907).  Rintelen permaneceu solteiro.
Von Rintelen estudou filosofia, teologia, psicologia e pedagogia em Berlim, Innsbruck, Bonn e Munique. Seus professores em Munique foram principalmente o historiador da filosofia Clemens Baeumker e o psicólogo Erich Becher. Em Munique, Rintelen tornou-se membro da associação estudantil católica Saxonia no KV, mas deixou essa associação em 1920 e fundou a Rheno-Bavaria no KV com outros ex-membros da Saxonia e ex-Rheno-Bavaren. Esta associação foi um restabelecimento de um grupo de estudantes católicos que havia sido dissolvido durante a Primeira Guerra Mundial. Rintelen foi o principal responsável pelo restabelecimento deste “círculo acadêmico de amigos”, entre outras coisas, no qual chefiou a Rheno-Bavaria como Philistersenior até 1934 e desempenhou um papel fundamental na organização de palestras e simpósios. 
Em 1923, Rintelen recebeu seu doutorado com uma tese sobre “os problemas religiosos-filosóficos de Eduard von Hartmann e seus fundamentos epistemológicos-metafísicos”. Em 1928, ele se qualificou como professor de filosofia na Universidade de Munique. Nomeado professor associado em 1931, ele aceitou um chamado para a Universidade de Bonn em 1934 e recebeu uma cátedra titular lá no mesmo ano. A partir de 1936, ele lecionou em Munique, mas suas atividades de ensino foram cada vez mais restringidas até que ele foi completamente removido de seu cargo em 1941 por razões políticas - embora ele próprio fosse membro do NSDAP. Em fevereiro de 1941, o Gauleiter Adolf Wagner aboliu a cadeira de von Rintelen com o propósito de “orientação uniforme do sistema educacional nacional-socialista” e colocou von Rintelen em licença “até novo aviso”. Por esse motivo, e porque havia risco de prisão devido às acusações feitas, cerca de 70 estudantes liderados pelos irmãos Scholl realizaram uma manifestação em frente à casa de Rintelen para demonstrar sua solidariedade. De 1941 a 1945 ele viveu como acadêmico particular em Deidesheim. Após a guerra, ele foi um dos cofundadores da Universidade Johannes Gutenberg de Mainz e ocupou a cátedra de filosofia, psicologia e educação até sua aposentadoria em 1969. A Universidade de Mainz foi inaugurada no verão de 1946 com um discurso de Rintelen.
Von Rintelen foi professor visitante nas universidades de Córdoba, Argentina (1950/51), Los Angeles (1957), Tóquio (1972) e Chicago (1973). As turnês de palestras o levaram pela América do Norte e do Sul, ao México, Israel, Irã, Japão e Índia. Em 1948 foi Presidente do II. Congresso dos Filósofos Alemães após a Segunda Guerra Mundial em Mainz, que foi precedido pelo I Congresso em Garmisch-Partenkirchen em 1946 e que foi precedido pelo III Congresso em Bremen, no qual a Sociedade Geral de Filosofia na Alemanha foi fundada e Helmuth Plessner foi eleito seu primeiro presidente. Ele também foi vice-presidente e presidente do Instituto Internacional de Estudos Europeus.
Um de seus alunos foi Rudolph Berlinger.

## Pesquisa e ensino
Em sua discussão sobre o desenvolvimento histórico da filosofia do valor e da filosofia existencial, Rintelen fundou o chamado realismo do valor. Isto é entendido como uma penetração ponderada do tempo numa abordagem realista da realidade dada, a fim de descobrir nas características fundamentais da época presente o que é significativo e valioso, que se desdobra e se ilumina como um espírito vivo na história das ideias e dos valores. Ele via Goethe como um pioneiro desse pensamento. Ele compara as contradições de uma ação que, por falta de conteúdo vinculante, vê seu sentido unicamente na dinâmica da vontade, ao comportamento de um doente que se joga de um lado para o outro na esperança de então melhorar, em vez de direcionar seus pensamentos e esforços para se tornar saudável.
Após a Segunda Guerra Mundial, von Rintelen advertiu seus alunos: "Dêem à época uma grande ideia para que ela possa viver de acordo com ela. Essa ideia é a ideia da liberdade."

## Honras
- 1949 Lima: Dr. litt. h. c.
- 1949 Santiago do Chile: Dr. em artes h.c.
- 1963 Córdoba: Dr. phil hc
- Membro honorário de inúmeras sociedades filosóficas
- 1960 Festschrift “Sinn und Sein” (ver literatura)
- Cruz Federal de Mérito de Primeira Classe de 1978

## Publicações de livros (seleção)
- Pessimistische Religionsphilosophie der Gegenwart. Dr. F. A. Pfeiffer & Co., München 1924. Dissertation.
- Der Versuch einer Überwindung des Historismus bei Ernst Troeltsch. 1929.
- Albert der Deutsche und wir. Meiner, Leipzig 1935.
- Realismus – Idealismus? In: Carmelo Ottaviano: Kritik des Idealismus. Aschendorff, Münster 1941.
- Goethe als abendländischer Mensch. Kupferberg Verlag, Mainz 1946.
- Dämonie des Willens. Eine geistesgeschichtlich-philosophische Untersuchung. Kirchheim Verlag, Mainz 1947
- Von Dionysos zu Apollon. Der Aufstieg im Geiste. Metopen Verlag Wiesbaden 1948.
- Philosophie der Endlichkeit als Spiegel der Gegenwart. Westkulturverlag, Meisenheim/Glan 1951. 2. Aufl. 1960.
- Der Rang des Geistes. Niemeyer, Tübingen 1955. 2., erweiterte, Auflage Hain Verlag, Meisenheim 1970.
- Der europäische Mensch. Austria-Ed., Wien 1957.
- Philosophie des lebendigen Geistes in der Krise der Gegenwart. Musterschmidt Verlag, Göttingen, Zürich, Frankfurt a. M. 1977.

## Literatura
- Eckhard Wendt, ed. (2003). «Rintelen, Fritz Joachim von». Neue Deutsche Biographie (NDB) (em alemão). 21. 2003. Berlim: Duncker & Humblot. pp. 643 et seq..
- Festschrift für Fritz Joachim von Rintelen: Sinn und Sein. Ein philosophisches Symposion. Herausgegeben von Richard Wisser. May Niemeyer Verlag, Tübingen 1960. 860 Seiten.
- Genealogisches Handbuch des Adels, Adelige Häuser B. Band XXI, Band 108 der Gesamtreihe, C. A. Starke Verlag, Limburg (Lahn) 1995, ISBN 3-7980-0700-4, S. 466.
- Ernst Schmittmann: Sie folgten der Stimme ihres Gewissens. Herausgegeben von der KStV Rheno-Bavaria, München 1989.
- Siegfried Koß in: Siegfried Koß, Wolfgang Löhr (Hrsg.): Biographisches Lexikon des KV. 4. Teil (= Revocatio historiae. Band 5). SH-Verlag, Schernfeld 1996, ISBN 3-89498-032-X, S. 89 ff m.w.N.
- Hermann Krings: Philosophie des lebendigen Geistes. In: Philosophisches Jahrbuch. 85, 1978, S. 394–397.